# Vilém Zlatník
Vilém Zlatník (19. dubna 1910, Hradec Králové – 1976) byl český fotbalista, útočník, reprezentant Československa.

## Sportovní kariéra
V československé reprezentaci odehrál roku 1937 dvě utkání (se Skotskem a Itálií). Gól se mu vstřelit nepodařilo.
V československé lize nastoupil k 131 utkáním a vstřelil 24 branek. Hrál za SK Náchod (1932–1934) a SK Plzeň (1934–1941).